# Collège exécutif de Wallonie
Pour les articles homonymes, voir Exécutif.
Le Collège exécutif de Wallonie est une des conséquences de la création du Mouvement populaire wallon (MPW) qui cherche (et trouve) le contact avec la population bien mieux que les mouvements wallons antérieurs: ceux-ci comme Wallonie libre, Rénovation wallonne, le Mouvement libéral wallon vont retrouver une réelle dynamique. Le MPW organise une grande manifestation wallonne le 15 avril 1962 à Liège. Mais celle-ci n'a peut-être pas totalement le succès escompté. André Renard meurt le 20 juillet 1962, et cela affaibloit encore plus le MPW.
Le Mouvement libéral wallon, Wallonie libre et Rénovation wallonne (le "Mouvement libéral wallon" a été créé par Fernand Schreurs) étaient des groupements qui n'étaient pas des mouvements de masse comparables au MPW. Ils ne partageaient pas ses thèses en matière économique et sociale, sauf le fédéralisme.
Le Comité central d'Action wallonne est ressuscité en juin 1962, associant ces divers mouvements, des fédérations des partis socialiste et communiste. Un Congrès du Comité central d'Action wallonne a lieu le 23 mars 1963 à Namur. Il décide précisément la création du "Collège exécutif de Wallonie" avec des gens du Mouvement populaire wallon (André Genot, François Perin, Robert Lambion, Léon Defosset), de "Wallonie libre" (Simon Paque, Jean Pirotte), de "Rénovation wallonne" (Robert Royer, Lucien Outers), du Mouvement libéral wallon (Jean Van Crombrugge), des communistes (Jean Terfve), des socialistes (Hubert Rassart, Freddy Terwagne), des démocrates-chrétiens (Joseph Bercy) et du Parti d'Unité wallonne (Victor Van Michel). Le journal flamand De Standaard le présente comme un Waals schaduwkabinet  (un Cabinet wallon fantôme du type de ceux que les oppositions organisaient au Royaume-Uni sorte de gouvernement de l'opposition qui réunissait en son sein des "ministres en quelque mesure parallèles aux ministres effectifs).
Ce Collège réussit à organiser le Pétitionnement wallon et à en faire un succès très important avec le recueil de plus de 600.000 signatures. La pétition a pour but de récolter le maximum de signatures contre l'adaptation des sièges parlementaires aux chiffres du dernier recensement et de proposer l'instauration du référendum populaire avec l'espoir que le fédéralisme en sortira puisque toutes les tentatives pour le proposer par lmes voies parlementaires ont échoué. 645.000 électeurs (d120.000 Bruxellois) signent le texcte soit le tiers de l'électorat wallon, une majorité de l'électorat en Province de Liège.
Pourtant mis à mal par des divisions internes, le Collège exécutif de Wallonie ne pourra valoriser ce succès obtenu auprès de signataires dont les partis traditionnels se désintéresseront. Le Collège disparaît et est constituée à sa place la Délégation permanente des mouvements wallons, le 21 mars où il n'y a plus de parlementaires; les syndicalistes notamment pensant qu'ils freinent la dynamique des mouvements wallons.